# Campeonato de la República Checa de Ciclismo en Ruta
Los Campeonatos de la República Checa de Ciclismo en Ruta se organizan anualmente desde el año 1994 para determinar el campeón ciclista de la República Checa de cada año. El título se otorga al vencedor de una única carrera. El vencedor obtiene el derecho a portar un maillot con los colores de la bandera checa hasta el Campeonato de la República Checa del año siguiente.

## Palmarés

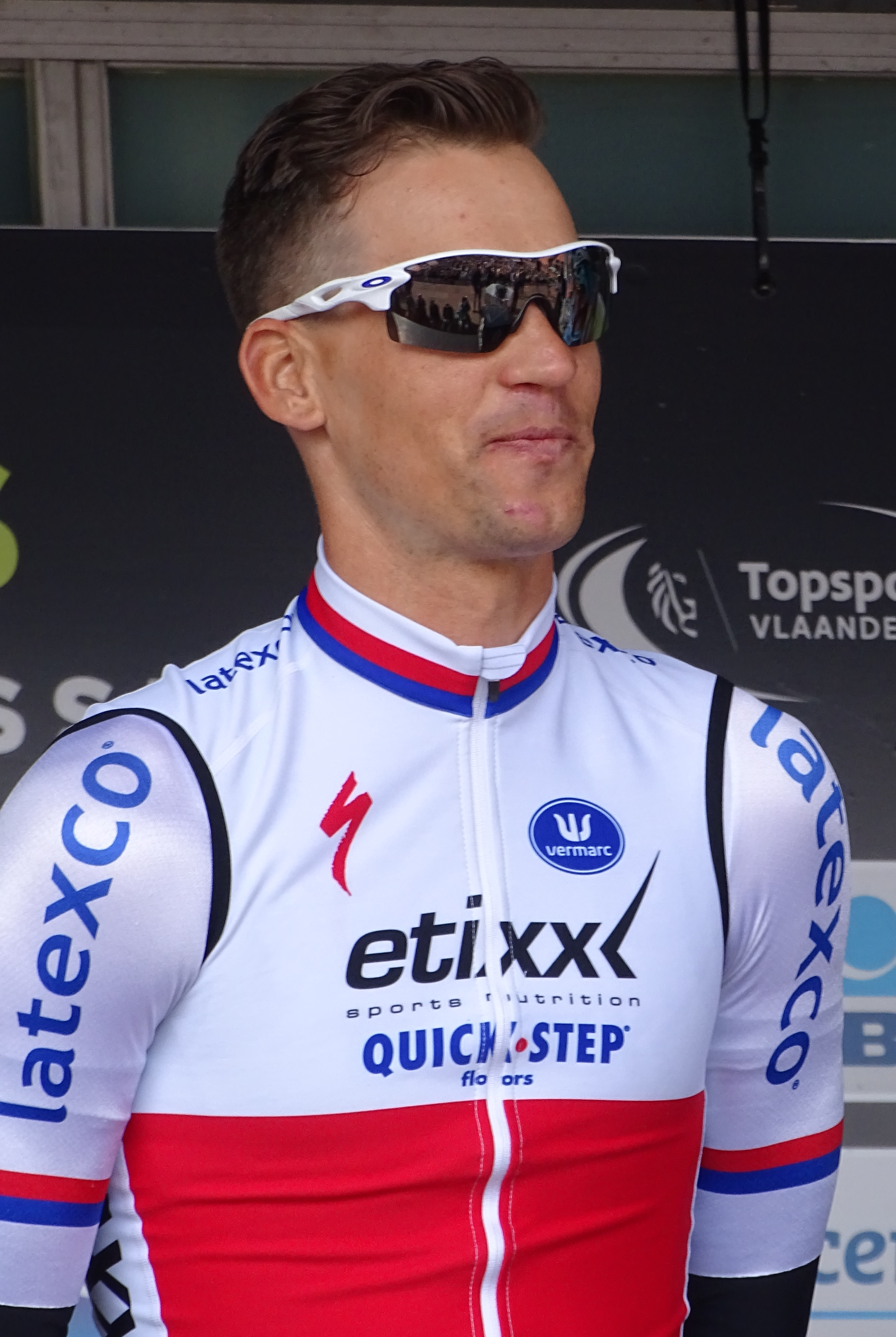
Zdeněk Štybar campeón en 2014.

| Año  | Campeón           | Segundo           | Tercero           |
| 1994 | Lubor Tesař       | Tomas Sedlacek    | Martin Kankovsky  |
| 1995 | René Andrle       | Tomas Velecky     | Jaroslav Bilek    |
| 1996 | Ján Svorada       | René Andrle       | Petr Benčik       |
| 1997 | Jaromar Purmensky | Ondrej Fadmy      | Tomáš Konečný     |
| 1998 | Ján Svorada       | Milan Kadlec      | Ondřej Sosenka    |
| 1999 | Tomáš Konečný     | Milan Kadlec      | Frantisek Trkal   |
| 2000 | Miloslav Kejvalb  | Milos Pejcha      | Michal Kalenda    |
| 2001 | Jaromir Friede    | Jan Faltynek      | Petr Klasa        |
| 2002 | Ondrej Fadrny     | Tomáš Konečný     | Ondřej Sosenka    |
| 2003 | Lubor Tesař       | Ondrej Fadrny     | Adam Homolka      |
| 2004 | Ondřej Sosenka    | Petr Benčík       | René Andrle       |
| 2005 | Ján Svorada       | Tomáš Bucháček    | Stanislav Kozubek |
| 2006 | Stanislav Kozubek | Petr Pucelik      | René Andrle       |
| 2007 | Tomáš Bucháček    | Tomas Vokrouhlik  | Petr Benčík       |
| 2008 | Petr Benčík       | Martin Hebik      | Stanislav Kozubek |
| 2009 | Martin Mares      | Jakub Kratochvila | Stanislav Kozubek |
| 2010 | Petr Benčík       | Stanislav Kozubek | Milan Kadlec      |
| 2011 | Petr Benčík       | Leopold König     | Zdeněk Štybar     |
| 2012 | Milan Kadlec      | František Raboň   | Jiří Polnický     |
| 2013 | Jan Bárta         | Martin Bina       | Petr Lechner      |
| 2014 | Zdeněk Štybar     | Petr Vakoč        | Jan Bárta         |
| 2015 | Petr Vakoč        | Leopold König     | František Sisr    |
| 2016 | Roman Kreuziger   | Zdeněk Štybar     | Martin Hunal      |
| 2017 | Zdeněk Štybar     | Josef Černý       | Petr Vakoč        |
| 2018 | Josef Černý       | Jan Bárta         | Jakub Otruba      |
| 2019 | František Sisr    | Tomáš Kalojiros   | Petr Vakoč        |
| 2020 | Adam Ťoupalík     | Zdeněk Štybar     | Petr Vakoč        |
| 2021 | Michael Kukrle    | Dominik Neuman    | Daniel Turek      |
| 2022 | Matěj Zahálka     | Jan Bárta         | Adam Ťoupalík     |
| 2023 | Mathias Vacek     | Pavel Bittner     | Simon Vaníček     |
| 2024 | Tomáš Přidal      | Michael Kukrle    | Vojtěch Kmínek    |
| 2025 | Mathias Vacek     | Matyáš Kopecký    | Tomáš Přidal      |